# 法国宗教战争
法国宗教战争（法語：Guerres de religion）又名胡格诺战争，是发生在1562年至1598年间法兰西王国国内的内战和民众骚动事件，内战双方为忠於聖座的天主教信徒和胡格诺派（屬於喀爾文主義）。战争进行了连续八次，对当时的法国造成了严重的破坏。据估计在当时300万民众死于战乱及战争带来的饥荒和瘟疫，在宗教战争中仅次于造成800万人丧生的三十年战争。
1560年的法國宗教比例（估計值）

## 命名与持续时间
这场战争除被称作「胡格诺战争」之外，在法国国内还被称作「八次战争」或「宗教战争」以及「三亨利之戰」。

## 战争背景

### 新教傳入及反應

胡格諾控制區為深紫色；淡紫色為爭議區或爭奪區；藍色為信義宗區

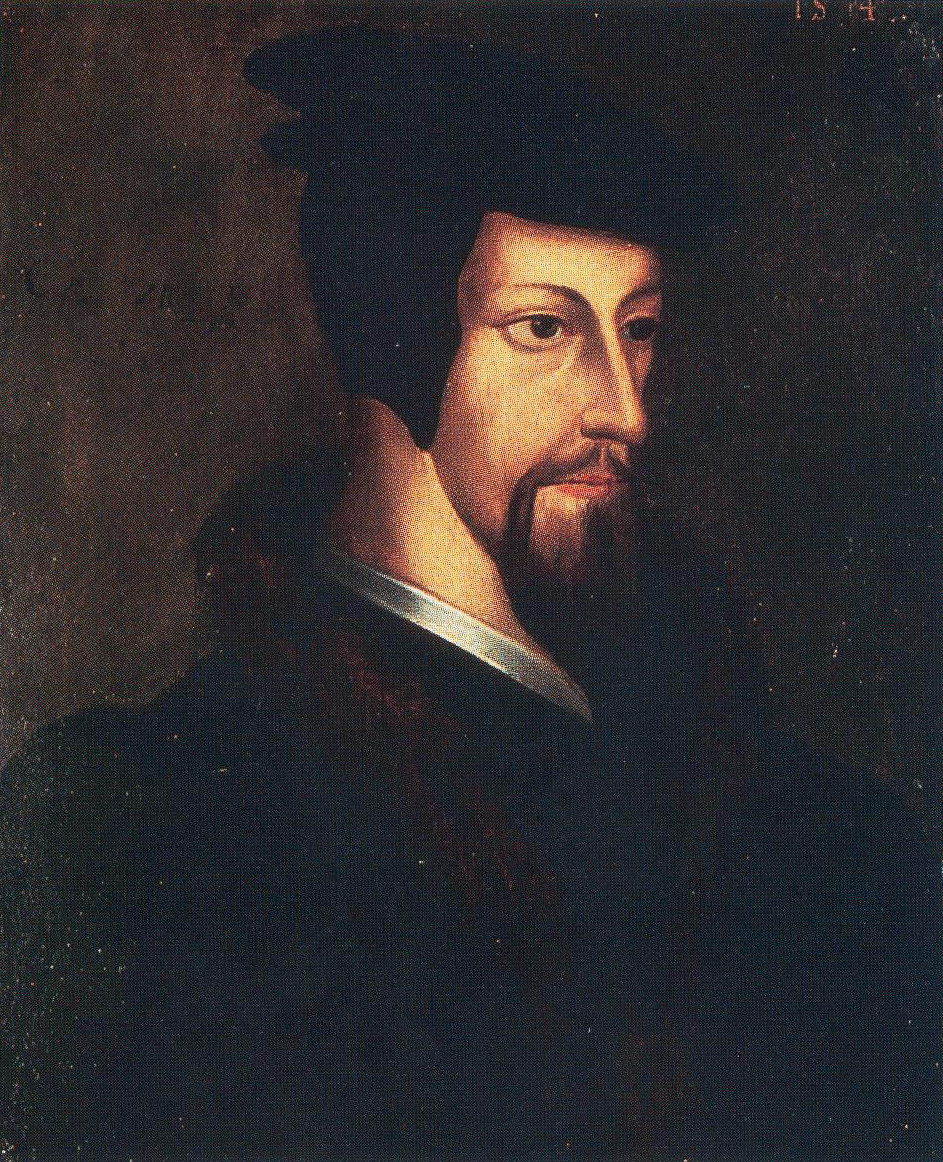
「新教的教宗」─喀爾文

1517年馬丁路德揭起德意志宗教改革浪潮，1520年代傳入法國時，當時的法王弗朗索瓦一世因為受到他人文主義之姊姊——玛格丽特·德·那瓦尔的影響，對新教思想頗有好感，也很有興趣，譬如伊拉斯謨斯主張教會應由國王管理的論點就符合他一貫的王權擴張論。但因為法蘭西斯已經在1516年和教宗簽約，獲得法國（高盧）教會的主教任命權，以及對教會財產課稅的權力，因此法王不須像北歐君主與德意志諸侯那樣，藉由改信新教來沒收教會產業，是故法王改宗新教的經濟動機甚乏，而法國貴族更對新教思想興趣缺缺，因此法國對新教的態度，取決於君王當時的政治動機與外交策略。

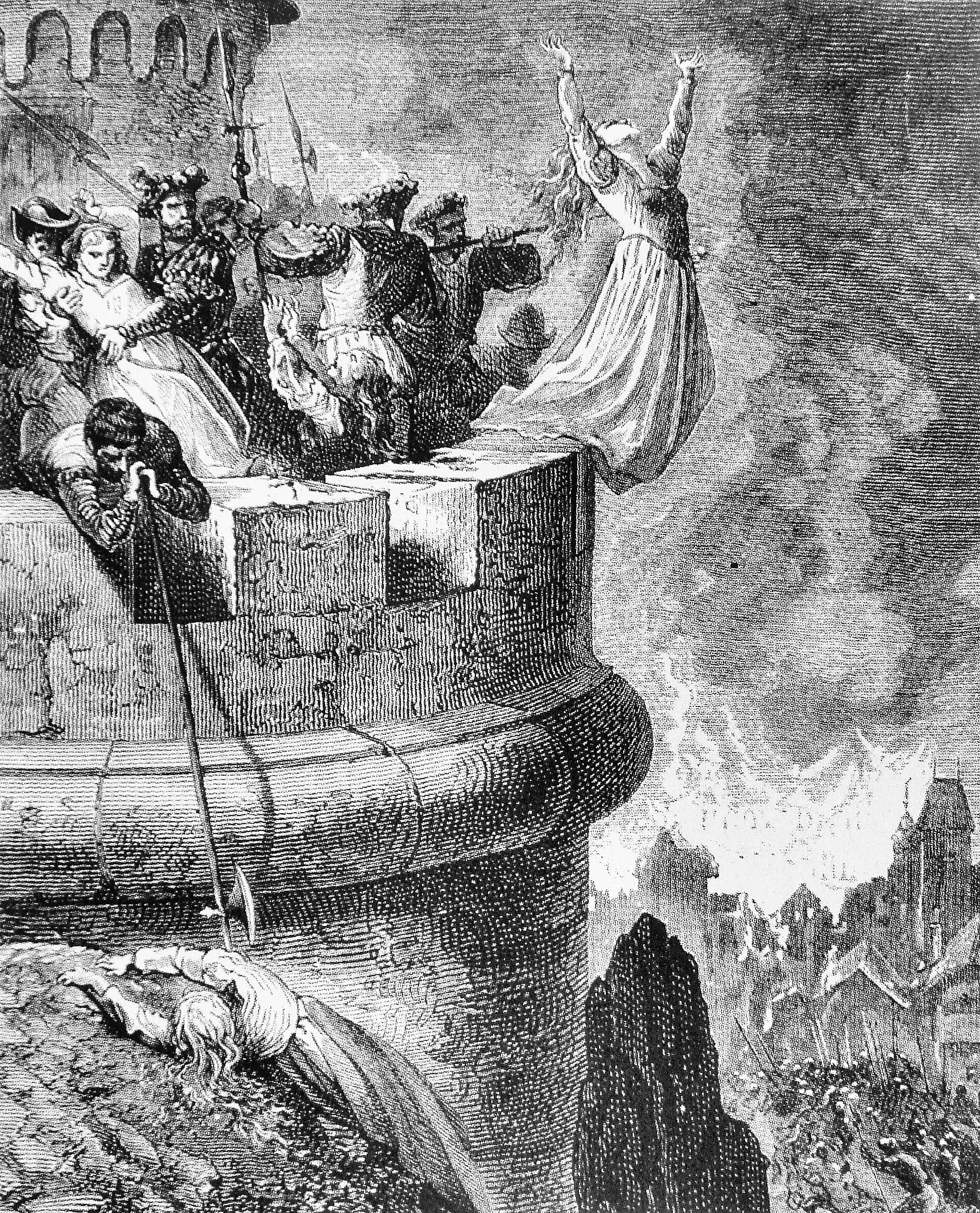
1545年梅蘭多爾大屠殺，由19世紀畫家古斯塔夫·多雷想像畫作

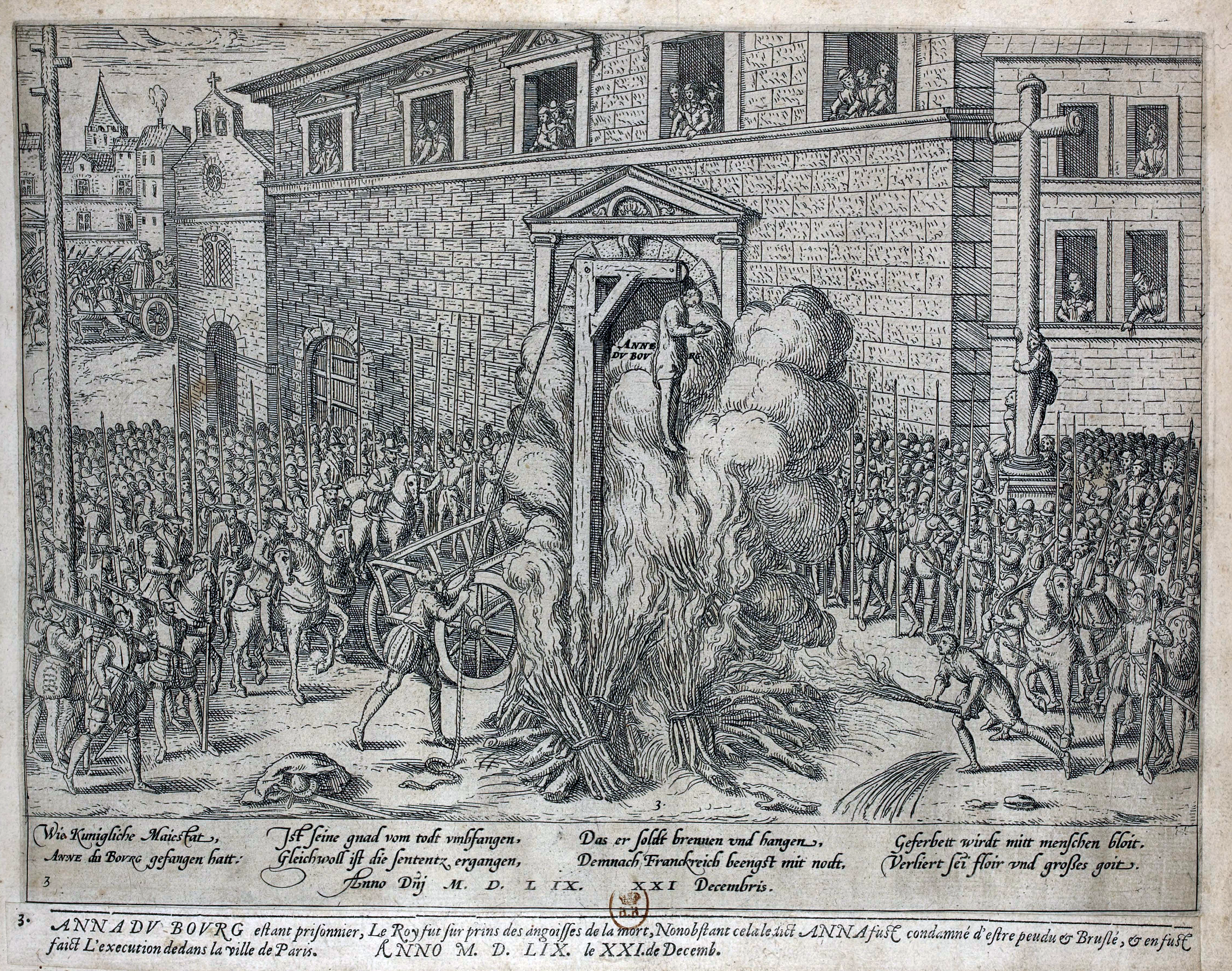
1559年激進舊教的吉斯家族處死法學教授安·柏格 （胡格諾派）

譬如1532年，為了反擊當時教宗與法王死敵——神聖羅馬皇帝查理五世的結盟，法蘭西斯允許信義宗的新教徒在王宮羅浮宮外傳教與佈道，在國外則與反抗查理的德意志新教諸侯結盟。但在隔年1533年，因法王與教宗和好，就改用鎮壓的態度對待法國新教徒。甚至到了1534年10月中，因為新教徒在巴黎、奧爾良和昂布瓦斯等城市到處散發宣教傳單，並張貼抨擊彌撒的布告，甚至連王宮大門亦遭貼上，於是法蘭西斯採取激烈動作——猛烈鎮壓，並在半年內火刑燒死了80個以上的新教徒；這場迫害的主導單位為巴黎大學神學院，設立的宗教裁判所審判粗糙，法王還建立書報檢查制度、壓制異端的言論出版。但法蘭西斯很快就因為與新教邦國結盟而取消迫害，直到1544年他和查理五世最終締結《克雷皮和約》之後，他才又重新迫害法國的新教徒。
路德宗在法國的影響力不強，但是自從1536年法國人喀爾文移居日內瓦並以《預選說》創立喀爾文宗之後，情勢豹變，喀爾文的思想大為盛行，被檀越稱為「復活的奧古斯丁」。日內瓦被稱為「新教的羅馬」，喀爾文被譽為「新教的教宗」，喀爾文積極地派出傳教士，四處弘法，特別是他的母國法蘭西，喀爾文的各種教理問答，以其如椽大筆充分吸收信眾，法國人開始興起浪潮般的改宗運動，大多是城市的中產階級與印刷工人、小商人及部分農民、下層教士（至16世紀中已有近十分之一的法國人皈依喀爾文派），這些改宗喀爾文派的人士被稱為胡格諾，而庇護胡格諾派的幾個中心地區，很多是貴族婦女的莊園城堡，如王姊玛格丽特·德·那瓦尔。
到1547年法王亨利二世即位之後，因亨利為虔誠的天主教徒，他在巴黎高等法院中特設了一個被稱為「火焰法庭」的機構來審判新教徒。1555年又因為親信洛林的樞機慫恿成功，亨利下詔各地的官員應對那些被教會判為異端的人進行懲罰，無須審查也不允許上訴。此命令因高等法院之抗議而拖到1559年方才正式實行，但很快就因亨利的死亡而使宗教迫害停頓下來。
1559年4月，隨著《卡托-康布雷齊和約》的簽署，法國與西班牙之間為爭奪義大利半島領地而進行的長期戰爭終於結束，大量講法語的喀爾文派的傳教士，因和平之故能從日內瓦來到法國傳教；而西班牙的耶穌會教士也來到法國，積極煽動舊教信眾去「討伐異端」。於是自1559年開始，新教、天主教兩大陣營在各自貴族、教士的領導下，敵對行動不斷升級：天主教徒虐待控制區的胡格諾，胡格諾則在自己佔優勢的地方報復天主教會，他們衝進教堂、破壞聖像、燒毀聖物，把天主堂改成新教教堂。雖然最高精神領袖喀爾文在1561年告誡胡格諾：「應遵王法，不得越軌」，但是新教與天主教兩派的對抗越演越烈，加上歐洲宗教改革浪潮造成的新教與天主教日益仇視的國際情勢影響，大規模的流血衝突終不可免。

### 涉及贵族一览
- 蒙莫朗西家族
- 吉斯家族
- 波旁家族

## 1562年至1570年

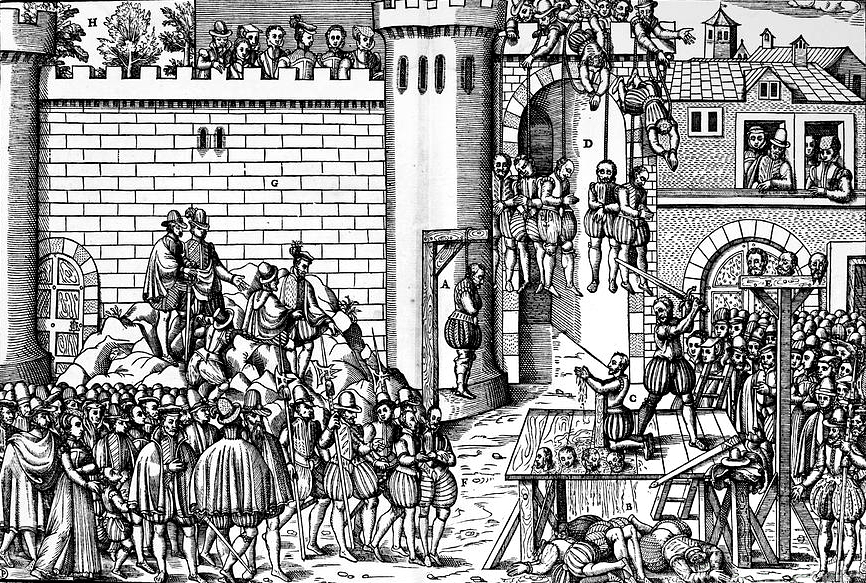
血腥處決昂布瓦斯陰謀者的木刻畫

1560年3月，新教徒發起的昂布瓦斯陰謀激化了法國新舊教的對立，不過在1560年中，攝政的王太后凱薩琳·德·麥地奇任命宗教寬容的洛皮塔爾為掌璽大臣（相當於總理大臣），負責調和新舊教矛盾。他在三級會議上呼籲宗教寬容，頒布了寬容新教的各種詔書與法律：允許胡格諾的新教徒在城市外舉行自己的宗教儀式、允許新教徒擔任公職等等。但這些詔令執行時處處碰壁，使洛皮塔爾的努力付諸東流，特別是1561年開始國家權力被嚴重的架空，天主教三巨頭——吉斯公爵、蒙莫朗西公爵和聖安德烈元帥組成強力同盟，不但架空王權，更在各自的勢力範圍瘋狂鎮壓新教勢力。

### 第一次宗教战争（1562年至1563年）

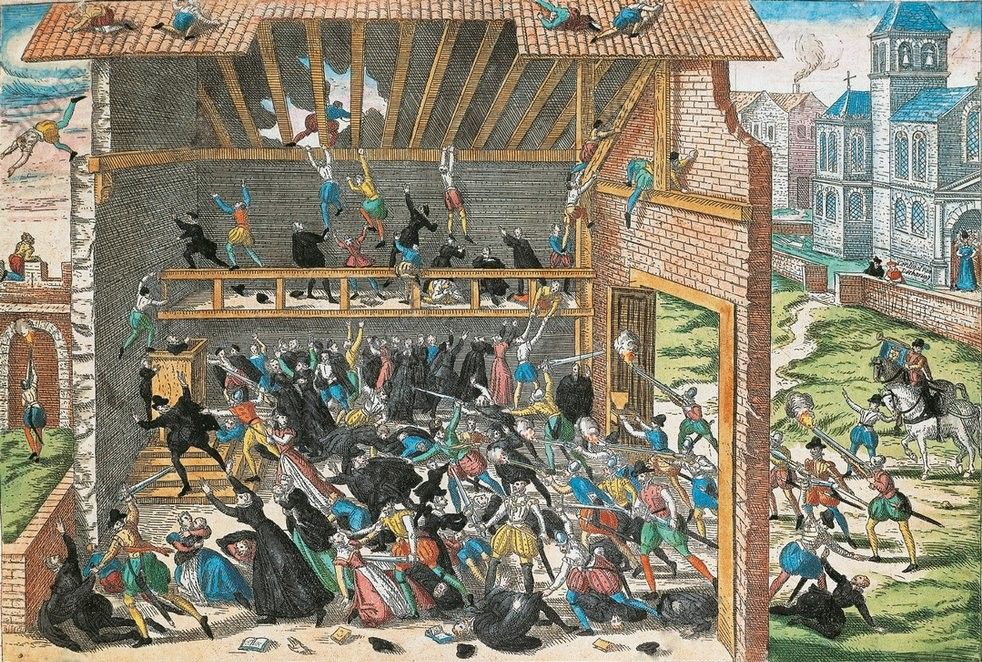
1562年的瓦西鎮大屠殺，16世紀末由胡格諾出版之畫作

- 开始于1562年3月1日吉斯公爵弗朗索瓦·德·洛林对胡格諾派教徒在瓦西镇的大屠杀。吉斯家族的軍隊占領了巴黎，控制了王室，於是凱薩琳王太后被迫和教宗、西班牙國王締約，並撤銷了寬容的詔書。胡格諾派遂在各省起事，並向新教陣營的英國、德意志諸侯求援；他們的兩名統帥，一是孔代親王路易一世，另一是海軍大將科利尼，在奧爾良設立了指揮部。雙方領袖之死以及孔代被俘，使雙方都想言和。戰爭结束於1563年3月19日颁布的安布鲁瓦敕令，這保证了胡格諾派教徒的信仰自由，但宗教禮拜儀式只限在貴族家中及少數城鎮中舉行。

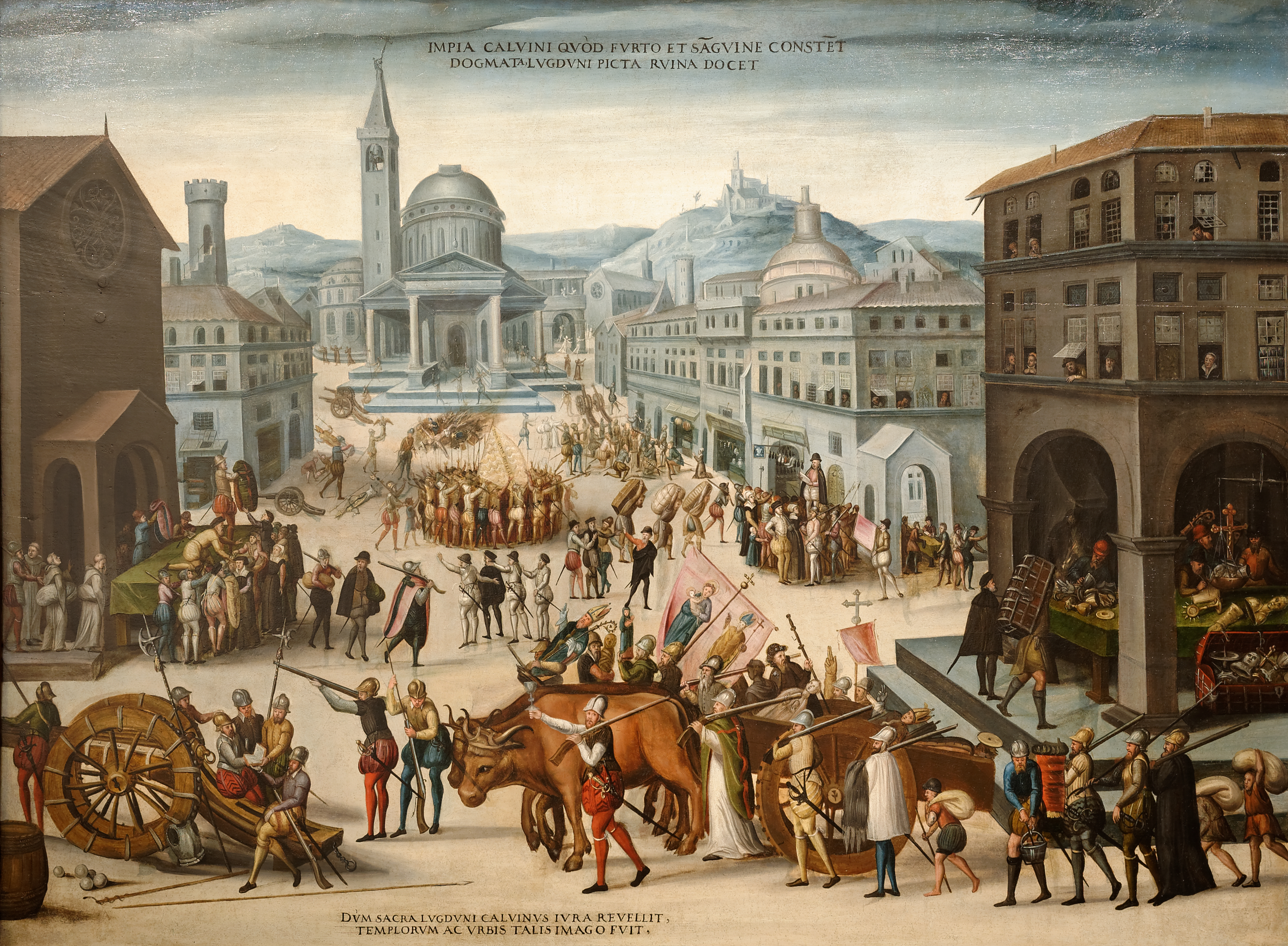
1562年加爾文派拆毀里昂教堂之聖像，由安托萬·卡羅繪作

### 第二次宗教战争（1567年至1568年）
- 1567年–1568年：因胡格諾教徒對一次國際性天主教陰謀感到驚恐而突然爆發。他們勸說孔代和科利尼發動政變，這些新教徒計畫劫持国王、逮捕洛林的樞機，围攻巴黎。於是孔代和科利尼率新教軍在巴黎城外紮營，但他們在聖但尼戰役（英语：Battle of Saint-Denis (1567)）與宮廷總管蒙莫朗西公爵打成平手（蒙莫朗西反而重傷死去）。新教軍在獲得一支德意志的新教軍（由約翰·卡西米爾率領）增援後，轉而圍攻夏特爾。此時軍事重鎮——大城拉羅歇爾宣布皈依新教並匯集大批新教領導層（加上英國海軍的支援），使王太后頗為驚慌，只得與新教徒談判，於是第二次战争以1568年3月签订隆朱莫条约而告终，然而，這次和約僅成一次休戰；是年9月，第三次戰爭又起。

#### 概要
- 1567年9月：莫城突袭
- 1567年11月10日：聖但尼戰役（英语：Battle of Saint-Denis (1567)），蒙莫朗西公爵死於此役
- 1568年3月23日：隆朱莫条约

### 第三次宗教战争（1569年至1570年）
- 1568年至1570年：新教徒和西方的对抗，带来了第三次战争。1568年9月，查理九世宣布廢止原來有關和解、安定的詔令；喀爾文派的佈道人員面臨被逐出法蘭西的處境，而且制訂計畫要捉拿孔代和科利尼，但他們帶著家人成功逃亡，渡過卢瓦尔河之後將家人託付給拉羅歇爾的新教軍（由那瓦爾女王胡安娜三世領導並居靈魂中心），再轉身投入戰場。1568年11月時，荷蘭省督沉默者威廉領軍進入法國，想支援同陣營的新教勢力，但荷蘭軍餉不足，很快就接受法王的津貼而退出法國。孔代在1569年的雅爾納克戰役（Battle of Jarnac）中喪生，科利尼在同年8月的蒙孔圖爾（Moncontour）之戰中敗北。但天主教方面因財政困難，未能鞏固其戰果，於是在1570年8月，兩方签订《聖日耳曼和平敕令（英语：Peace of Saint-Germain-en-Laye）》，确定设立四個新教设防安全区（城堡）及自派總督、享禮拜自由等作为结束的标志。

#### 概要
- 1568年8月：逮捕新教徒首脑孔代亲王路易一世·德·波旁和海军上将加斯帕尔·德·科利尼
- 1569年3月13日：雅尔纳克战役，孔代親王戰敗被殺
- 1569年10月3日：蒙孔图尔战役（英语：Battle of Moncontour）
- 1570年8月8日：《聖日耳曼和平敕令（英语：Peace of Saint-Germain-en-Laye）》

## 圣巴托洛缪日大屠杀及余波（1572年至1573年）

### 第四次宗教战争（1572年至1573年）

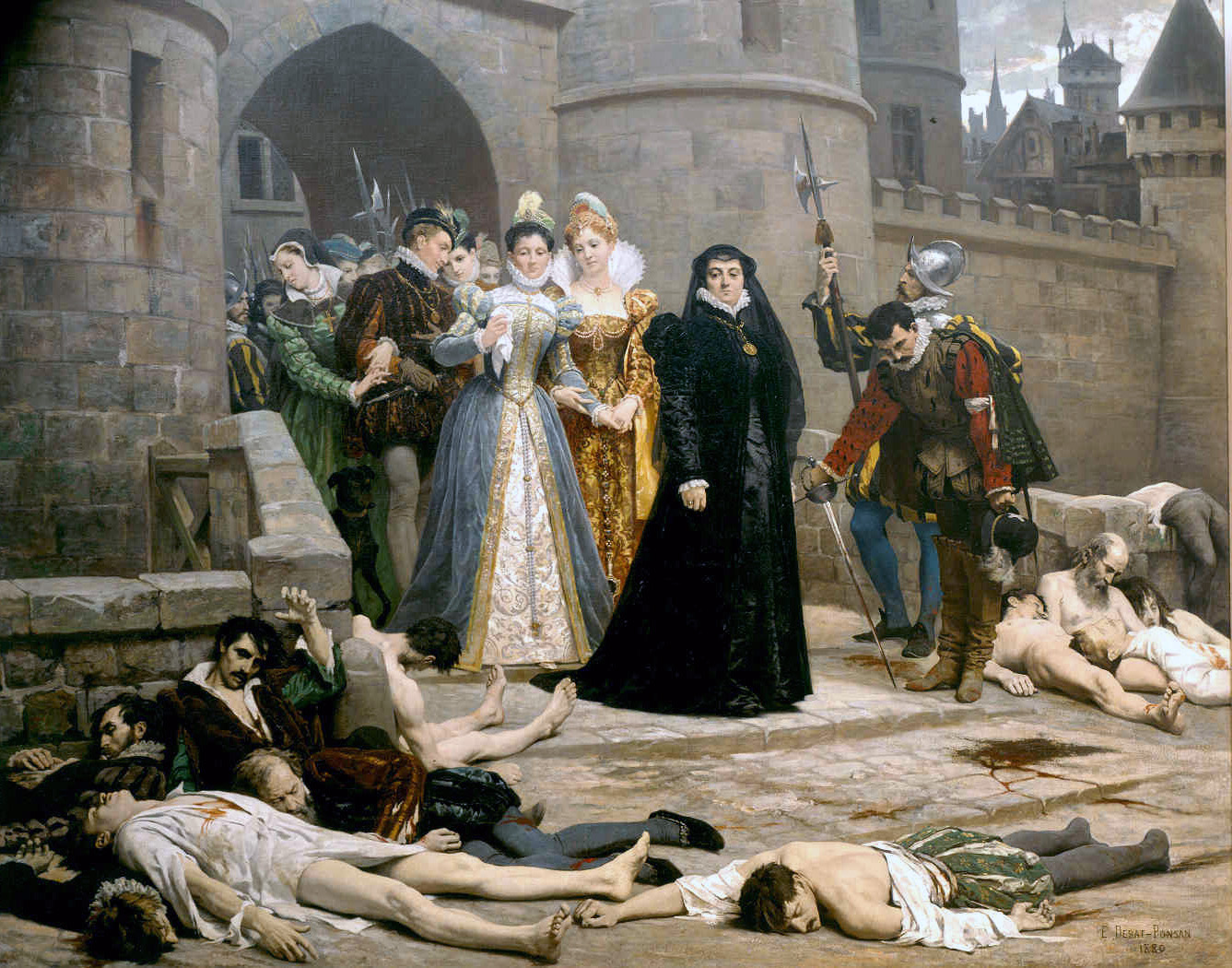
《羅浮宮門外的某日早上》：穿著喪服的凱薩琳王太后在巡視圣巴托洛缪大屠杀後的積屍遍地（1880年畫作）

- 1572年–1573年：後來科利尼重得國王寵信，但仍不為王太后所喜，而且成為吉斯集團的眼中釘。1572年他遭殺害，同時爆發骇人听闻的1572年8月24日的圣巴托洛缪大屠杀，第四次战争因此开始，雙方的對立仇恨猛烈激化。1572年王室發動著名且規模空前的拉羅歇爾之圍（王軍出動三萬人），由比隆男爵指揮天主教軍、法國王位繼承人安茹公爵亨利名義上領軍，但久攻不下的撤圍結局，讓胡格諾勢力重新振作，雙方在1573年7月達成暫時和解的《布羅尼協定》。

#### 概要

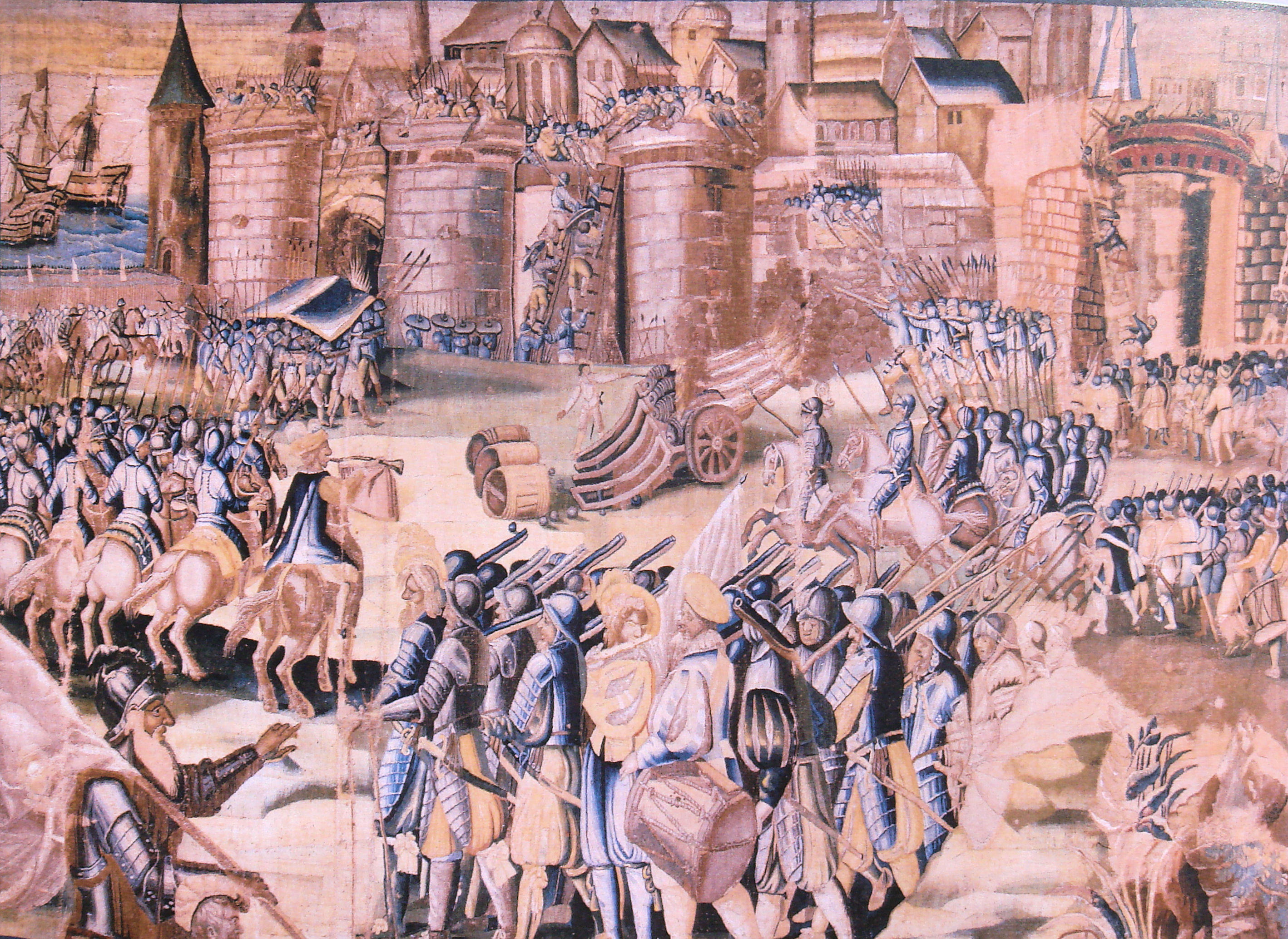
1572年至1573年的拉羅歇爾之圍，主帥安茹公爵亨利初試啼聲並建立其勇於上陣的名聲（1623年完成）

- 1572年8月23日到8月23日夜间：圣巴托洛缪大屠杀。
- 1573年7月：《布罗尼调解协定》

## 1574年至1584年

### 第五次宗教战争（1574年至1576年）
- 1574年–1576年：开始于新教领袖孔代亲王亨利一世·德·波旁和纳瓦拉的亨利从宫廷的逃亡。最后签订了博略和约，给予了新教徒更多的宗教自由——胡格諾派在巴黎以外享有信教自由。

#### 概要
- 1575年10月10日：多尔芒战役（英语：Battle of Dormans）
- 1576年5月6日：《博略和约（英语：Edict of Beaulieu）》

### 第六次宗教战争（1576年至1577年）
- 1576年–1577年：由吉斯家族领导的天主教神聖聯盟的组成，标志第六次战争的开端，签订了普瓦捷敕令，以限制新教徒的宗教自由。

#### 概要
- 1577年9月17日：《贝尔热拉克和约》
- 1577年10月8日：《普瓦捷敕令》。

### 第七次宗教战争（1579年至1580年）
- 1579年–1580年：以亨利三世解散神聖聯盟开始。最后签订勒弗莱和约，约定新教徒对设防安全区有6年支配权。

#### 概要
- 1579年2月28日：《内拉克敕令》
- 1580年11月26日：《勒弗莱和约》

## 第八次宗教战争（1585年至1598年）

### 三亨利之戰（1587年至1589年）

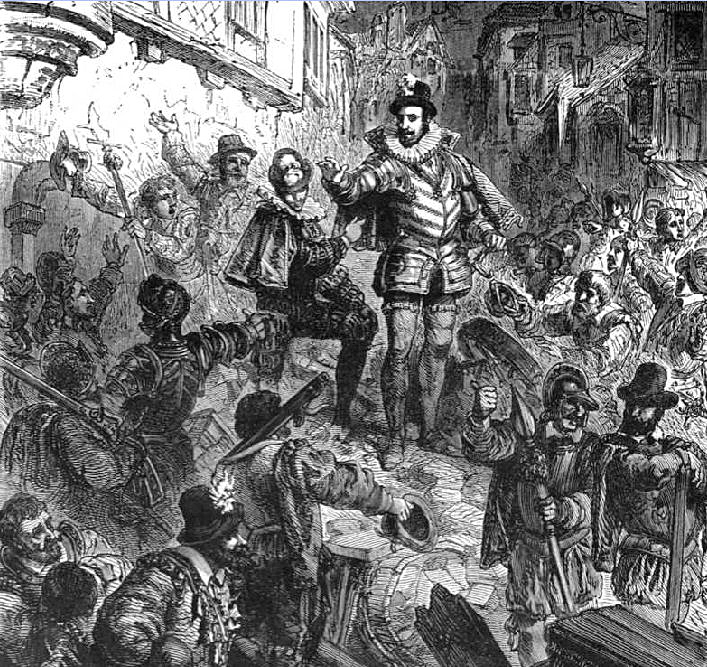
在1588年街壘日受到巴黎人瘋狂愛戴的吉斯公爵亨利

- 新教的盟友荷兰人反抗西班牙的统治成为当时新教和天主教对抗的重要转折点。当时天主教徒已经和西班牙国王腓力二世联盟。1588年街垒日后亨利三世不再拥有巴黎，他非常厌恶神聖同盟，为了破坏神圣同盟，他於1588年在布卢瓦暗杀了天主教徒的领袖第三代吉斯公爵吉斯的亨利和他的兄弟吉斯樞機（英语：Louis II, Cardinal of Guise），但亨利三世本人也在隔年被神聖同盟暗殺，刺客是个狂热的道明會修士。此時纳瓦拉的亨利成为了法国的国王─亨利四世，但神聖同盟在新任族長馬耶那公爵的率領下，讓波旁家族的樞機查理·波旁還俗並登基，稱法國國王「查理十世」，馬耶那則自立為「攝政王」。

#### 概要
- 1587年10月20日：库特拉战役
- 1588年5月12日：街垒日
- 1588年12月23日：吉斯的亨利遇刺
- 1589年8月2日：亨利三世遇刺

### 亨利四世“征服法兰西王国”（1589年至1593年）

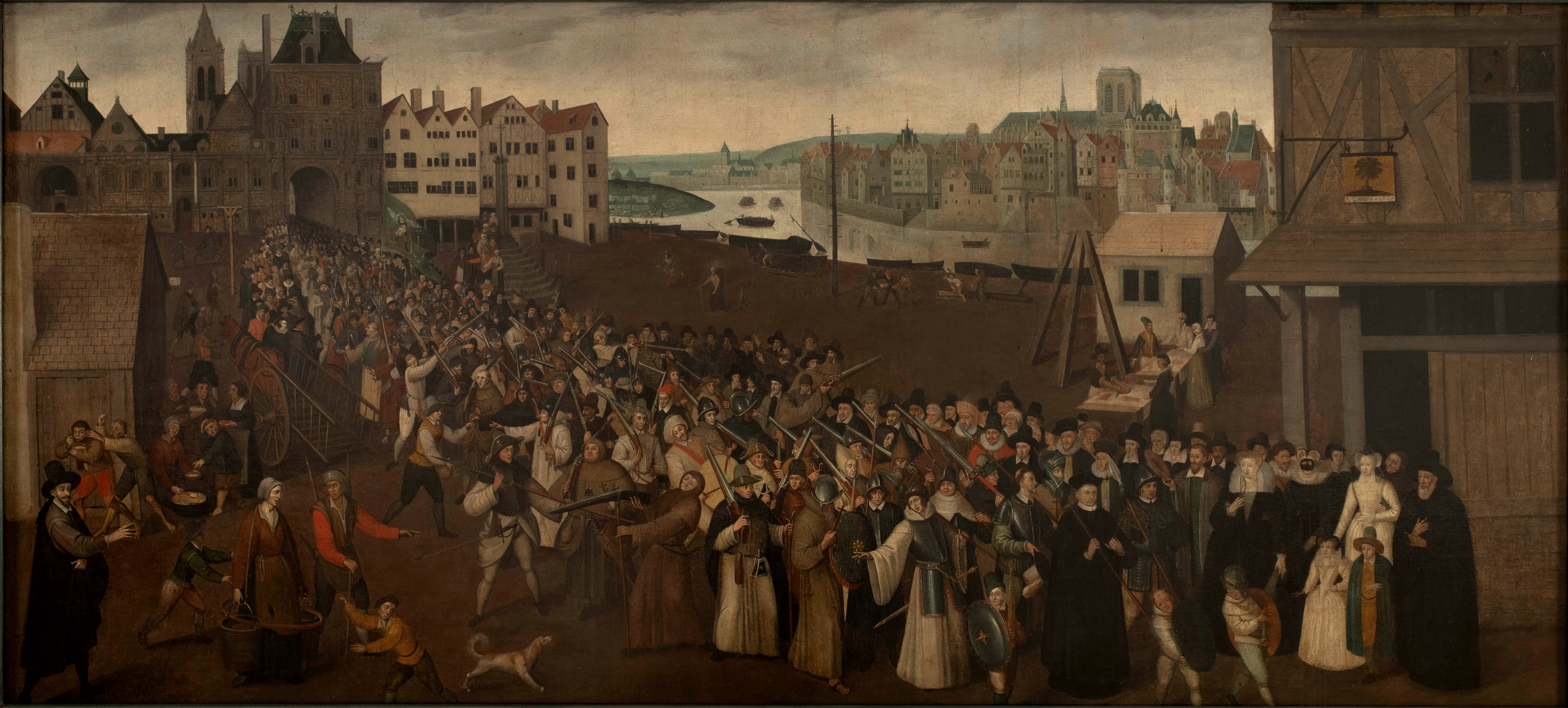
1590年由巴黎的天主教市民發起的武裝衛隊，誓死抵抗新教國王亨利四世的包圍

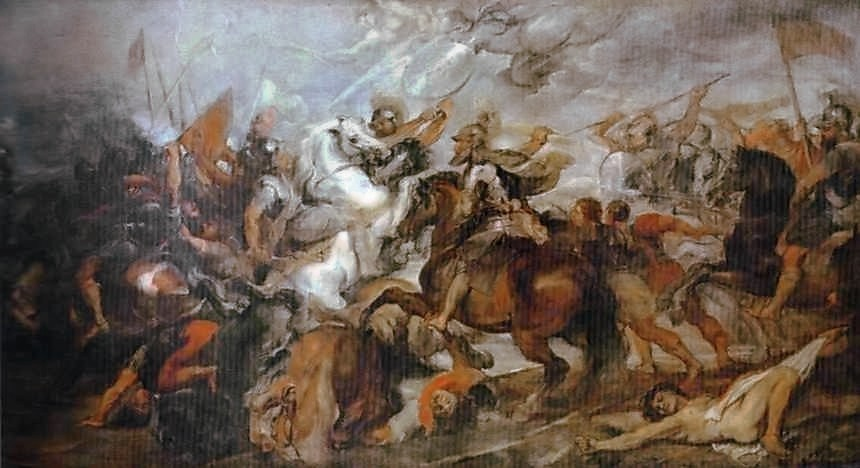
鲁本斯的画作：《伊夫里之战中的亨利四世》。伊夫里之战是法国宗教战争中的一个重要战役；此役的胜利将信新教的亨利四世推上了王位，波旁王朝随即开始。

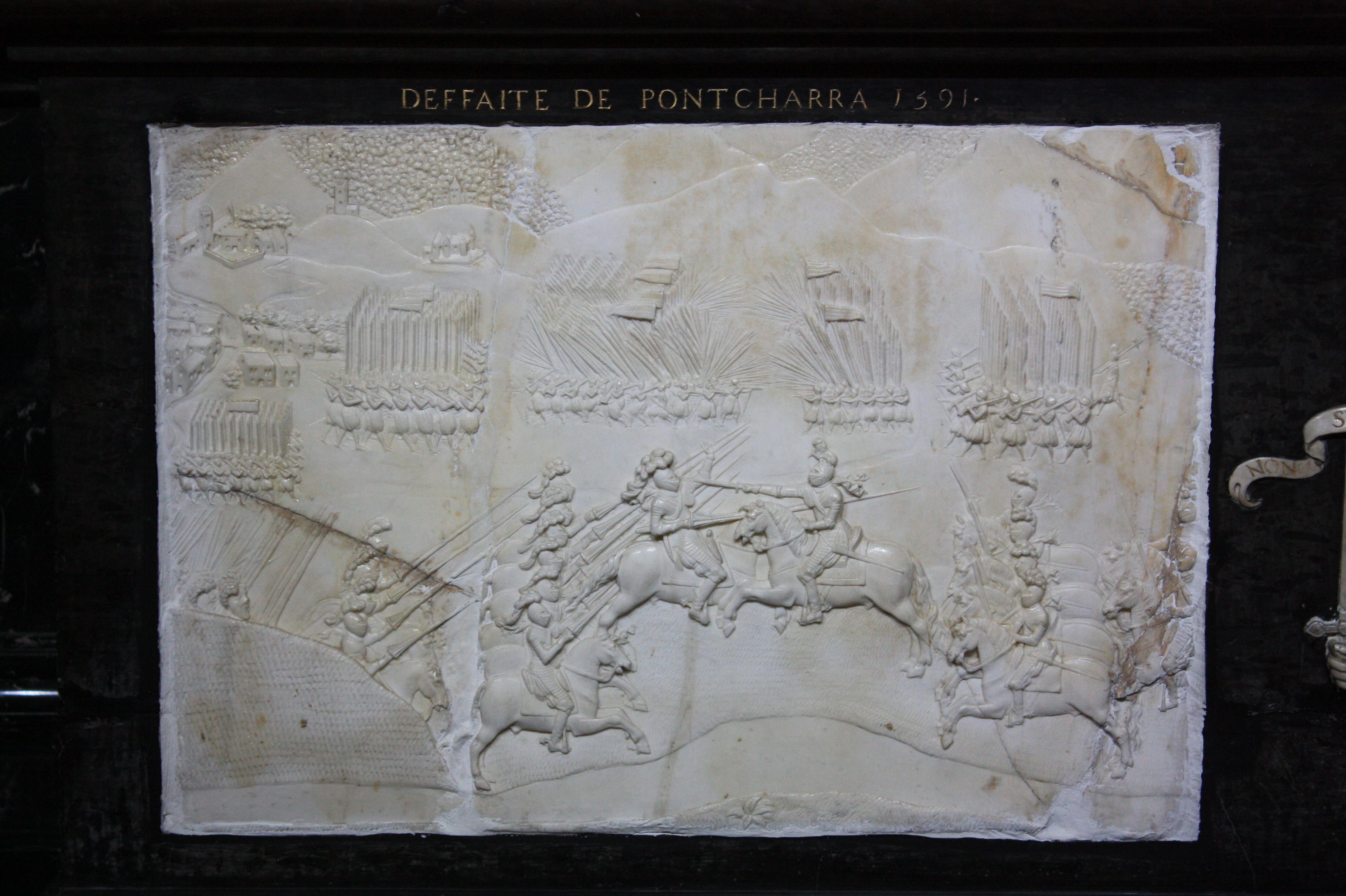
蓬沙拉戰役，法軍戰勝了西班牙-薩伏伊的干預軍

- 1589年時，承認亨利四世為法王的法國城市只有五個，於是亨利只得率領很少的天主教貴族與胡格諾全體，和拒绝承认新教国王的神圣同盟作战。雖然亨利四世多次於野戰擊敗馬耶那率領的神聖同盟軍，但他無法攻下誓死抵抗新教徒的巴黎與各大城市（即使巴黎在圍困中（英语：Siege of Paris (1590)）餓死了4~5萬人），也無力阻擋西班牙軍以救援法國天主教徒為名而任意進出法國領土（1590年至1591年他常被當代歐洲第一名將——法內塞率領的優質西班牙軍逼退），戰爭自1590年呈現膠著的狀態，而整體天主教的優勢總是無法逆轉。此外，人民對民不聊生的宗教戰爭日益厭倦，同時對外國勢力（西班牙）的干涉感到憤怒，於是亨利開始思考改宗天主教的可能性。

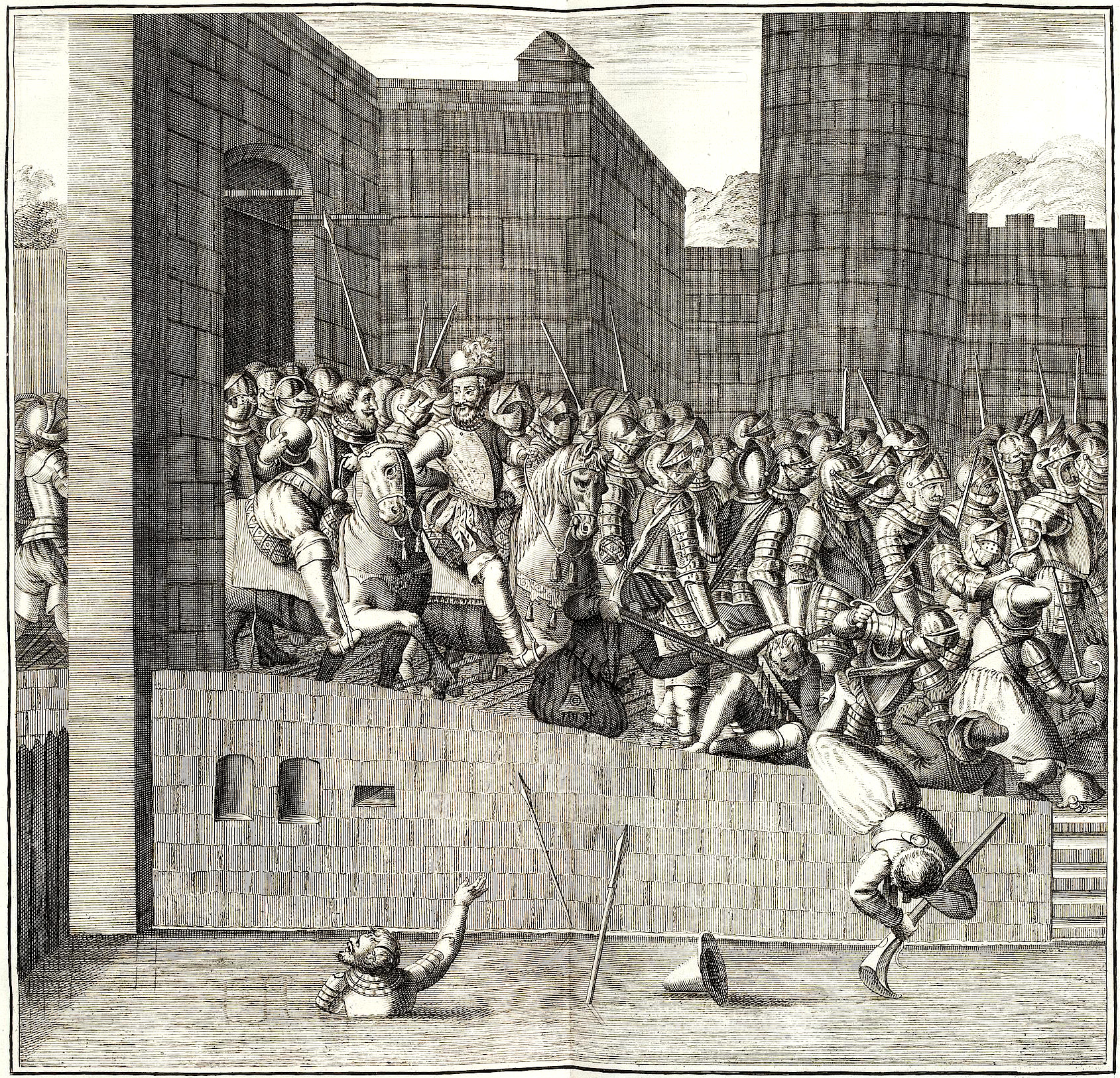
1594年3月22日，改宗後的亨利四世在巴黎民眾的歡迎下入城，身後跟著1500士兵

- 1592年6月，「攝政王」馬耶那應各方之要求召開了三級會議，試圖解決長期的內戰和王位虛懸不決的問題。在這次新教徒抵制而缺席的三級會議中，馬耶那本來想操作會議而讓自己的兒子登上王位，但天主教激進派和西班牙國王腓力二世卻打算推選馬耶那的侄兒——吉斯公爵夏爾當法王（並將腓力之女伊莎貝爾公主嫁給吉斯公爵），讓馬耶那無比失望而放任政略派的愛國主義滋長：當時政略派（英语：Politique）（天主教溫和派）強力批判引進外國勢力（西班牙）的行為是徹底賣國的卑劣行徑，並獲得多數議會代表的支持，於是會議轉向亨利四世招手，希望亨利改信天主教來成為合法的國王。[4]为了得到人民的拥护，亨利四世于1593年重新加入天主教，巴黎的大门由此而为他打开。據說亨利曾說：「巴黎值得一場彌撒」，讓他在1594年3月22日受到巴黎群眾的歡迎而入城；當晚，西班牙駐軍不得不撤出巴黎。

### 趋于和平（1593年至1598年）

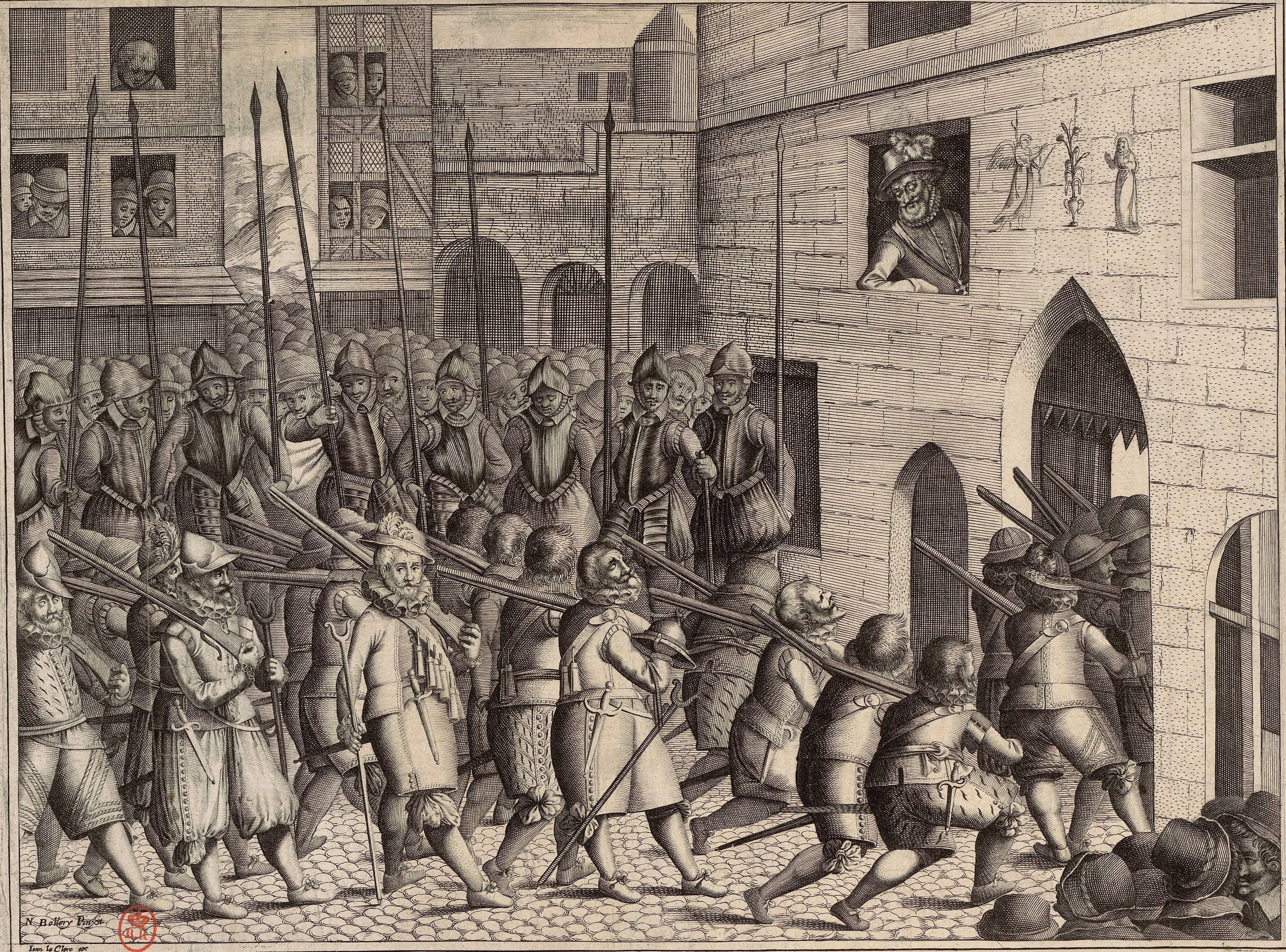
1594年3月22日，遭受敵視而從巴黎撤出的西班牙陸軍

- 1593至1594年間，法國各地紛紛歸附亨利四世。1595年初，巴黎高等法院勒令耶穌會修士離開法國。
- 法西戰爭 (1595年－1598年)西班牙的腓力二世遂在1595年和1598年挑起了战争；法王向仍在抗拒王權或處於西班牙佔領下的地區發起進攻。同年6月5日，王軍在豐坦弗朗賽斯戰役中獲得重大勝利並攻入弗朗什-孔泰。1596年1月馬耶那正式降服；亨利四世以武力威脅或以優禮相待，向神聖聯盟的其他首領軟硬兼施，逼他們息兵求和；他更利用西班牙出現的經濟危機，1597年先在亞眠圍城戰中從西班牙人手中奪回了亞眠，又在1598年和西班牙簽訂韦尔万条约，結束法西戰事。

- 1598年3月，連抵抗至最後的神聖聯盟貴族——布列塔尼總督梅爾克爾公爵也在大軍進攻前向亨利投降。國王本來想對公爵鐵腕懲處，但公爵將女兒許配給國王的私生子旺多姆公爵，使國王龍心大悅而寬縱了公爵，因為公爵之女是法國最富有的女繼承人。

### 《南特敕令》（1598年）

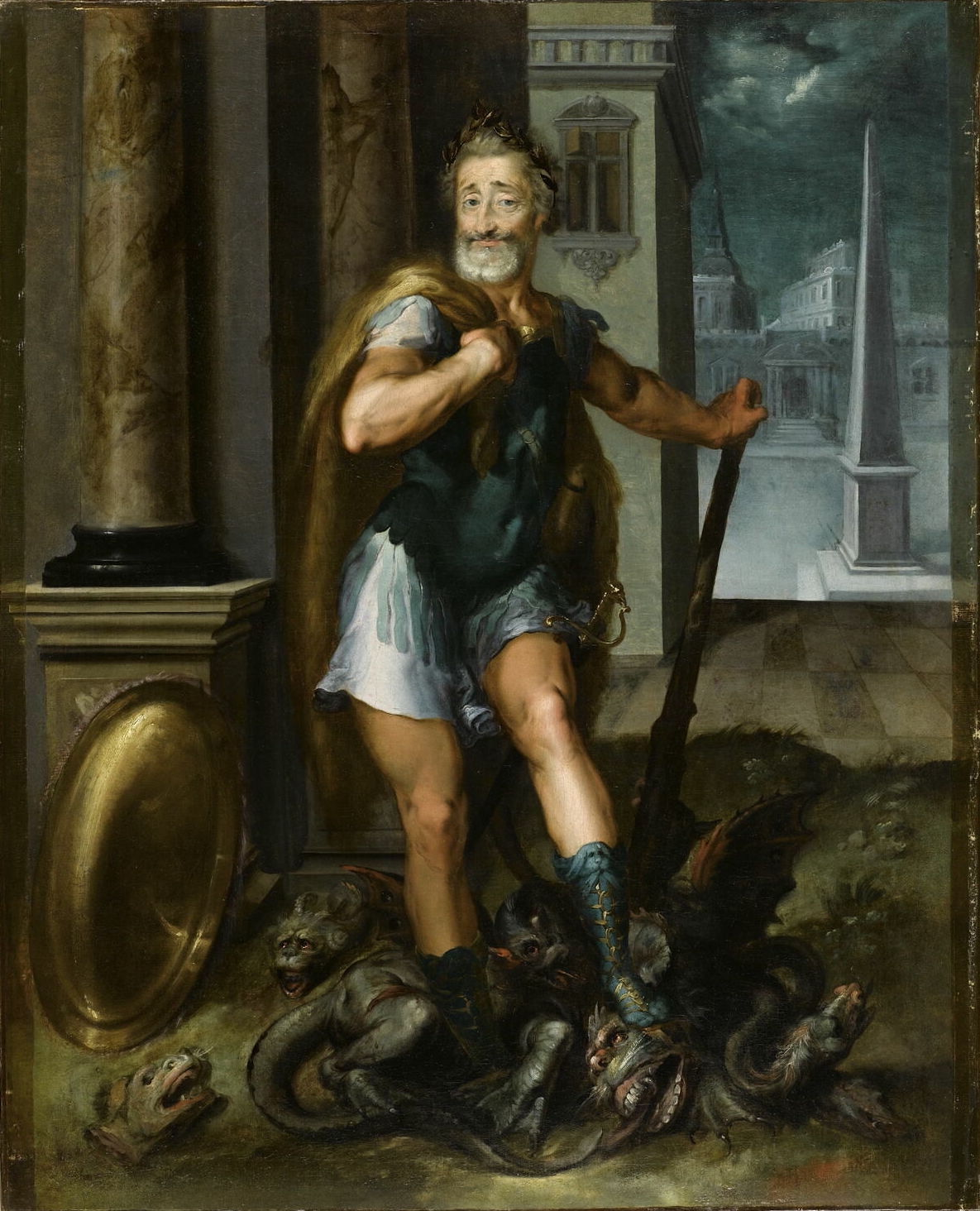
亨利四世像大力士海克力斯一樣征服了勒拿九头蛇（意指神聖聯盟），收藏於羅浮宮

之后亨利四世通过1598年的宗教宽容的南特敕令调解了宗教上的问题。敕令列明國內的胡格諾教徒能夠享有自己的信仰自由，不受國家干擾，亦有權建造教堂及參與宗教事務。此外他們也享有和其他公民一樣的權利，亦可以和天主教徒一樣分享同等的政治權利，可以擔任各種官職，亦允許讓這些教徒保有城堡及軍隊（總數為2.5萬的常備軍），以保衛自己並自理財政。然而為了安撫天主教徒，亨利四世在簽署這條敕令後，又宣布天主教為國教。

## 年表
- 1562年1月17日：「聖日爾曼敕令」頒布，常被稱為「一月敕令」。
- 1562年3月1日：瓦西大屠殺（英语：Massacre of Vassy）
- 1562年3月–1563年3月：第一次戰爭，頒布昂布瓦斯敕令（英语：Edict of Amboise）後結束。
  - 1562年12月19日：德勒戰役
- 1567年9月–1568年3月：第二次戰爭，簽訂隆瑞莫和約（英语：Peace of Longjumeau）後結束。
  - 1567年11月10日：聖但尼戰役 (1567年)（英语：Battle of Saint-Denis (1567)）
- 1568年–1570年：第三次戰爭，簽訂聖日爾曼萊昂和約（英语：Peace of Saint-Germain-en-Laye）後結束。